# こんなヒーローはイヤ!
『こんなヒーローはイヤ!』（こんなヒーローはイヤ、한：이런 영웅은 싫어!、英：I Don't Want This Kind of Hero）は、サムチョンによる韓国のウェブトゥーン。
略称は「こんヒロ」。

## 概要
| こんなヒーローはイヤ！ | こんなヒーローはイヤ！ |
| ---------------------- | --- |
| 作者                   | 삼촌（サムチョン） |
| ジャンル               | ファンタジー、バトル・アクション、ギャグ                                                                                                   |
| 掲載サイト             | 韓：NAVER WEBTOON 日：LINEマンガ |
| 連載期間（原本）       | 2011年11月2日 - 2017年9月19日 |
| 連載曜日（原本）       | 毎週水曜日 |
| 出版社                 | 길찾기 |
| 巻数                   | 全27巻 |
| 話数                   | 本編：295話（プロローグ・エピローグを加えた場合：297話） 番外編：5話（추석 특집 、설날 특집、발렌타인데이 특집、납량 특집、어린이날 특집） |

ウェブトゥーンサイト『NAVER WEBTOON』にて2011年11月2日から連載を開始し、2017年9月19日に完結を迎えた。
2021年11月22日、NAVER WEBTOON内の企画「2021 최애캐 안녕, 잘 지내니?」にて特別読み切り「건강 관리」が公開された。
各国語に翻訳されており、日本語版は現在『LINEマンガ』に掲載されている。（2019年5月29日完結）

## 書誌情報

### 単行本
- サムチョン『こんなヒーローはイヤ!』ネイバー漫画、既刊26巻（2021年3月29日現在）

|        | 発売日   | 巻   | ISBN                                         | キャラクターテーマカード付録                                                 |
| ------ | -------- | ---- | -------------------------------------------- | ---------------------------------------------------------------------------- |
| 2012年 | 6月20日  | 1巻  | Prologue ~ 10話 + Special★4コマ漫画          | 正餐 - (ダナ、ナガ、キノン、シロイスナ、オルカ、オス)                        |
| 〃     | 8月30日  | 2巻  | 11話 - 21話 + Special★4コマ漫画              | 料理 - (ヘナ、ソロモン、ササ、トラッシュ、ベノン、2号)                       |
| 〃     | 12月20日 | 3巻  | 22話 - 32話 + Special★4コマ漫画              | 衣装交換 - (ダナ、ナガ、デュン、シロイスナ、キノン、ササ)                    |
| 2013年 | 2月27日  | 4巻  | 33話 - 43話 + Special★4コマ漫画              | 学生時代 - (ダナ、ササ、デュン、シロイスナ、ナガ、メデューサ )               |
| 〃     | 5月15日  | 5巻  | 44話 - 53話 + Special★4コマ漫画              | 寝巻き - (レプター、ヘイズ、ステル、オス、1号、2号)                          |
| 〃     | 8月10日  | 6巻  | 54話 - 64話 + Special★4コマ漫画              | 水着 - (ダナ、ナガ、ヘナ、松下、カエル、オルカ)                              |
| 〃     | 10月31日 | 7巻  | 65話 - 74話 + Special★4コマ漫画              | ハロウィン - (デュン、シロイスナ、アモール、ササ、キノン、メデューサ)        |
| 2014年 | 2月28日  | 8巻  | 75話 - 85話 + Special★4コマ漫画              | ホワイトデー - (オルカ、レプター、ナガ、ヘナ、ソロモン)                      |
| 〃     | 7月16日  | 9巻  | 86話 - 96話 + Special★4コマ漫画              | 黒い服 - (ロジー、ジェリーナ、サンジェ、チトセ、レディー、ササ)              |
| 〃     | 12月24日 | 10巻 | 97話 - 107話 + Special★あとがき + 4コマ漫画  | 性転換 - (ナガ、デュン、ヘイズ、2号、1号、メデューサ)                        |
| 2015年 | 4月29日  | 11巻 | 108話 - 118話 + Special★4コマ漫画            | スーツとドレス - (ダナ、ヘナ、レディー、オス、シロイスナ、松下)              |
| 〃     | 9月2日   | 12巻 | 119話 - 129話 + Special★4コマ漫画            | 職業 - (ナガ、ササ、シルク、ユダ、キノン、チトセ)                            |
| 2016年 | 2月3日   | 13巻 | 130話 - 140話 + Special★4コマ漫画            | クリスマス - (ダナ、デュン、オルカ、レプター、アモール、紫水、紫塩)          |
| 〃     | 5月30日  | 14巻 | 141話 - 151話 + Special★4コマ漫画            | 花 - (キノン、ナガ、ヨンジョン、松下、レディー、シロイスナ)                  |
| 〃     | 9月7日   | 15巻 | 152話 - 162話 + Special★4コマ漫画            | 花 - (ダナ、ヘイズ、1号、2号、ササ、デュン)                                  |
| 2017年 | 4月6日   | 16巻 | 163話 - 172話 + Special★4コマ漫画            | カフェ -（ナガ、ヘナ、ソロモン、チトセ、オルカ、松下）                       |
| 〃     | 8月31日  | 17巻 | 173話 - 183話 + Special★4コマ漫画            | 海中 -（シロイスナ、レプター、ステル、ヨンジョン、キノン、ダナ）             |
| 〃     | 11月29日 | 18巻 | 184話 - 192話 + Special★4コマ漫画            | 秋 -（ナガ、オス、ヘイズ、ササ、メデューサ、オルカ）                         |
| 2018年 | 1月19日  | 19巻 | 193話 - 204話 + Special★4コマ漫画            | 性転換 - （ダナ、アンラッキー、ヨンジョン、レディー、シルク、シロイスナ）    |
| 〃     | 4月20日  | 20巻 | 205話 - 216話 + Special★4コマ漫画            | お花見 - （ナガ、ササ、ヘナ、ユダ、キノン、チトセ）                          |
| 〃     | 7月13日  | 21巻 | 217話 - 228話 + Special★4コマ漫画            | 読書 - （ダナ、レディー、レプター、ヘイズ、マゴ、オルカ）                    |
| 〃     | 11月13日 | 22巻 | 229話 - 239話 + Special★4コマ漫画            | 子どもの日（幼少期の姿）- （ナガ、キノン、デュン、オス、ステル、メデューサ） |
| 2019年 | 2月28日  | 23巻 | 240話 - 251話 + Special★4コマ漫画            | 雪 - （ダナ、ササ、２号、１号、ユナ、ヘナ）                                  |
| 〃     | 10月11日 | 24巻 | 252話 - 263話 + Special★4コマ漫画            | ぬいぐるみ -（ナガ、オッター、サハラ、レプター、シロイスナ、ヨムホ）         |
| 2020年 | 4月28日  | 25巻 | 264話 - 275話 + Special★4コマ漫画            | オリエンタル - （ダナ、キノン、ヘイズ、アンラッキー、オルカ、メデューサ）    |
| 〃     | 11月19日 | 26巻 | 276話 - 287話 + Special★4コマ漫画            | 童話 - （ナガ、レプター、シルク、１号、２号、シロイスナ）                    |
| 2021年 | 5月13日  | 27巻 | 288話 - 295話 + Special★4コマ漫画 + 作家後記 | （ナガ、ササ、ヘナ、ダナ、キノン、デュン）                                   |